# H.C. Ørsted Gymnasiet
H.C. Ørsted Gymnasiet er et teknisk gymnasium (HTX) med fokus på teknologi og naturvidenskab. Gymnasiet blev etableret i 2015 og er en sammenlægning af Ballerup Tekniske Gymnasium, Frederiksberg Tekniske Gymnasium og Lyngby Tekniske Gymnasium. Gymnasiets navn er inspireret af den danske naturvidenskabsmand H.C. Ørsted.

## Afdelinger
De tre afdelinger er alle en del af Technical Education Copenhagen.

### Kongens Lyngby
H.C. Ørsted Gymnasiet i Kongens Lyngby er med sine ca. 750 elever den største af de tre afdelinger og tilbyder ti forskellige studieretninger.

### Ballerup
Gymnasiet i Ballerup er den mindste af de tre HTX-afdelinger. Gymnasiet har ca. 300 elever og tilbyder seks forskellige studieretninger.

### Frederiksberg
H.C. Ørsted Gymnasiet på Frederiksberg har ca. 400 elever. Gymnasiet arbejder bl.a. sammen med Niels Bohr Instituttet.

## Studieretninger på H.C. Ørsted Gymnasiet
- Kommunikation/it A med design B, samfundsfag B eller matematik A: Målrettet kommunikation, PR og branding, billedbehandling, filmproduktion, copyright og sociale medier
- Kommunikation/it A og programmering B
- Matematik A og programmering B: Net-sprog, fri software, matematiske modeller og eksperimenter, innovation, algoritmer og spiludvikling
- Bioteknologi A og matematik A: Differentialligninger, biologiske systemer, DNA-forskning, stamceller, genmodificering og ølbrygning
- Bioteknologi A og idræt B
- Matematik A og fysik A: Atomfysik, analytisk mekanik, DNS's helixstruktur, Newton og Einsteins verdensbilleder, videnskabshistorie og paradigmer
- Teknologi A og design B: Innovation, kroppen, designprocesser, sundhed og fødevarer, idéudvikling, kommunikation, form og funktion
- Matematik A og kemi A: Miljø, energi, kemi i lægemidler, kroppen, produkter og naturen
- Matematik A og geovidenskab A: Vejr og klima, jordens udviklingsprocesser og historie, natur- og samfundsmæssige faktorer og vandreressourcer

### Teknikfag
Afdelingen i Lyngby udbyder 5 forskellige Teknikfag, som er projektbaserede A fag, der gennemføres på et enkelt år.
- Digital Design og Udvikling (DDU)
- Byggeri og energi (Byg)
- El og energi (El)
- Proces (PLS)
- Træ: Faget minder om Byggeri og energi, og er specielt for afdelingen, som er det eneste sted, der udbyder gymnasiefaget.

|  | Denne artikel om en bygning eller et bygningsværk kan blive bedre, hvis der indsættes et (bedre) billede. Du kan hjælpe ved at afsøge Wikimedia Commons for et passende billede eller lægge et op på Wikimedia Commons med en af de tilladte licenser og indsætte det i artiklen. |

|  | Denne artikel kan blive bedre, hvis der indsættes geografiske koordinater Denne artikel omhandler et emne, som har en geografisk lokation. Du kan hjælpe ved at indsætte koordinater i wikidata. |